# An Enemy's Aid
An Enemy's Aid è un cortometraggio muto del 1913. Il nome del regista non viene riportato nei credit del film che ha come interpreti principali Edgar Jones e sua moglie, l'attrice Louise Huff.

## Produzione
Il film fu prodotto dalla Lubin Manufacturing Company.

## Distribuzione
Distribuito dalla General Film Company, il film - un cortometraggio di una bobina - venne distribuito nelle sale USA il 9 dicembre 1913.